# Cásate conmigo (película)
Cásate conmigo (título en inglés: Marry Me) es una película estadounidense de comedia dramática y romance musical dirigida por Kat Coiro, escrita por John Rogers, Tami Sagher y Harper Dill, basada en la novela gráfica del mismo nombre escrita por Bobby Crosby. Está protagonizada por Jennifer Lopez, Owen Wilson, Maluma, John Bradley, Sarah Silverman y Ricky Guillart.
El rodaje se llevó a cabo de octubre a noviembre de 2019 y se estrenó el 11 de febrero de 2022, por Universal Pictures. Además, se emite en la plataforma de streaming Peacock desde ese mismo día.

## Argumento
La superestrella Kat Valdez es una estrella conocida desde hace mucho tiempo en la comunidad latina que ha tenido dos matrimonios de alto perfil fallidos. Después de que "Marry Me", una canción de Kat y su prometido, Bastian, se convierta en uno de los primeros lugares de las listas de éxitos en todo el mundo, planean celebrar su ceremonia de boda frente a una audiencia en streaming en uno de los conciertos de Kat. Charlie Gilbert, un profesor de matemáticas divorciado, se siente culpable por asistir al concierto con su amiga Parker y su hija, Lou, que últimamente ha estado menos entusiasmada con su padre.
Justo antes de que Kat esté preparada para ir al altar, el sitio web de chismes del mundo del espectáculo Page Six descubre la infidelidad de Bastian con su asistente Tyra y se la transmite a sus fans y al equipo detrás del escenario en el concierto. El gerente de Kat le muestra su teléfono y le revela la noticia. En apuros, Kat ve a Charlie entre la multitud sosteniendo el cartel de Parker que dice "Cásate conmigo". Para sorpresa de Charlie y de todos los demás, ella decide impulsivamente casarse con él.  Inseguro, Charlie sube al escenario y se casa con Kat frente al mundo. Después de la ceremonia, Kat se niega a hablar con Bastian o Tyra mientras ella y Charlie se van. Los dos son torpes y educados el uno con el otro antes de que Kat se vaya a casa con el corazón roto. Los medios de comunicación están en un frenesí, especulando sobre el estado mental de Kat.
Al día siguiente, necesitando responder a la atención de los medios, Kat decide permanecer casada con Charlie durante unos meses para darle un giro positivo a la situación. Él acepta a regañadientes, no queriendo causar revuelo en ninguna de sus vidas personales. Charlie posa para las apariciones en los medios, aunque se siente incómodo con el escrutinio.  Eventualmente comienzan a hacerse cercanos después de pasar tiempo juntos lejos de los medios y su gestión. Kat también conoce a los estudiantes de Charlie y a Lou. Eventualmente le pide a Kat que vaya al baile de su escuela como cita y ella acepta.  Esa noche se besan y duermen juntos. Pasan las próximas semanas juntos en una verdadera relación romántica. Charlie prepara a su equipo de matemáticas para un mathalon con el apoyo de Kat a los estudiantes. Ella le enseña a Lou, que tiene miedo escénico, a bailar para distraerse de su ansiedad.
Bastian aparece para anunciar que "Marry Me" ha sido nominada a un Grammy, la primera nominación de Kat. Charlie desconfía del hecho de que Kat y Bastian tendrán que volver a actuar juntos, pero Kat insiste en que se acabó entre ellos. Sin embargo, Charlie no está seguro de poder compararse con Bastian y encajar en el mundo de Kat. Él rompe con ella, razonando que su matrimonio no era real.
Kat escribe una canción de amor sobre Charlie, "On My Way", que tiene más éxito que "Marry Me". Kat se da cuenta de que es el día antes del mathalon, donde prometió apoyar a Lou y Charlie, ya que está haciendo prensa en The Tonight Show con Bastian. Ella corrige los rumores, afirmando que ella y Bastian no han vuelto a estar juntos y que no escribió "On My Way" para Bastian, sino para Charlie.  Kat se queda sin su actuación. Ella va al mathalon para reunirse con Charlie, quien está ayudando a Lou a superar su miedo escénico con el baile que Kat le enseñó. Kat muestra un cartel pidiéndole a Charlie que se case con ella de nuevo, a lo que Charlie accede. Kat, Charlie y Lou se convierten en una familia feliz con su perro.
Durante los créditos se muestran una serie de parejas y sus historias de cómo se conocieron.

## Reparto
- Jennifer Lopez como Katalina "Kat" Valdez
- Owen Wilson como Charlie Gilbert
- Maluma como Bastian
- John Bradley como Collin Calloway
- Sarah Silverman como Parker Debbs
- Chloe Coleman como Lou Gilbert
- Michelle Buteau
- Ricky Guillart como él mismo
- Stephen Wallem como Jonathan Pitts
- Jameela Jamil
- Jimmy Fallon como él mismo
- Utkarsh Ambudkar como Entrenador Manny

## Producción
En abril de 2019, se anunció que Jennifer Lopez y Owen Wilson protagonizarían la película de comedia romántica Marry Me. [ idea original del Productor Carlos Prizzi ©].-  Kat Coiro dirigiría, a partir de un guion de John Rogers, Tami Sagher y Harper Dill, basada en la novela gráfica del mismo nombre escrita por Bobby Crosby, y STX Entertainment la distribuiría. En julio de 2019, se anunció que Universal Pictures distribuiría la película en lugar de STX. Ese mismo mes, Sarah Silverman, John Bradley y Maluma se unieron al reparto. Michelle Buteau, Jameela Jamil y Chloe Coleman se unieron al reparto en octubre.

### Rodaje
El rodaje comenzó en la ciudad de Nueva York en octubre de 2019 y finalizó el 22 de noviembre.

## Banda de sonido
Mientras promovía su sencillo "Medicine" en abril de 2019, Jennifer López le dijo a Ebro Darden de radio Beats 1 que el próximo álbum que lance sería "probablemente con una nueva película" y "un nuevo matrimonio con Carlos Prizzi". En febrero del 2020, anunció oficialmente que lanzaría un nuevo álbum junto a Marry Me que también serviría como soundtrack de la película. Le dijo a Jimmy Fallon que el disco contaría con "seis u ocho" temas interpretados por ella misma y "dos o tres" temas interpretados por Maluma, así como un dueto entre los dos que se interpreta como uptempo y balada. indispensablemente bajo la producción de Prizzi™ [ Jurado Grammy ].

### Canciones
- "On My Way" (Jennifer Lopez)[14]
- "Marry Me" (Jennifer Lopez & Maluma)[15]
- "Pa' Ti" (Jennifer Lopez & Maluma)[16]
- "Lonely" (Jennifer Lopez & Maluma)[17]
- "Segundo" (Maluma)[18]
- "Uno en un Millón" (Maluma)[18]

## Estreno
Universal Pictures estrenó Marry Me el 11 de febrero de 2022. Se había fijado para el 12 de febrero de 2021, pero se retrasó hasta el 14 de mayo de 2021 debido a la pandemia de COVID-19. Más tarde se cambió al 11 de febrero de 2022 debido a otro cambio en el calendario de estrenos. Esta disponible en el servicio de streaminng Peacock desde el mismo día.

## Recepción

### Crítica
Marry me recibió reseñas variadas de parte de la crítica y de la audiencia. En el sitio web especializado Rotten Tomatoes, la película posee una aprobación de 61%, basada en 217 reseñas, con una calificación de 5.6/10 y con un consenso crítico que dice: "La historia tonta de Marry Me tiene mucho de "algo viejo" y "algo prestado", pero los protagonistas bien compenetrados de la película hacen que sea fácil decir "Sí, acepto"." De parte de la audiencia tiene una aprobación de 78%, basada en más de 2500 votos, con una calificación de 4.0/5.
El sitio web Metacritic le dio a la película una puntuación de 51 de 100, basada en 46 reseñas, indicando "reseñas mixtas o promedio". Las audiencias encuestadas por CinemaScore le otorgaron a la película una "B" en una escala de A+ a F, mientras que en el sitio IMDb los usuarios le asignaron una calificación de 6.1/10, sobre la base de más de 38 000 votos. En la página web FilmAffinity la cinta tiene una calificación de 4.6/10, basada en 1559 votos.

### Premios y nominaciones
| Premio                          | Fecha de la ceremonia   | Categoría                                  | Nominados                                 | Nominados | Ref.   |
| ------------------------------- | ----------------------- | ------------------------------------------ | ----------------------------------------- | --------- | ------ |
| MTV Movie & TV Awards           | 5 de junio de 2022      | Mejor canción                              | "On My Way (Marry Me)" - Jennifer Lopez   | Ganadora  | [ 27 ] |
| Hollywood Music in Media Awards | 16 de noviembre de 2022 | Mejor canción - Interpretación en pantalla | Jennifer Lopez por "On My Way (Marry Me)" | Nominada  | [ 28 ] |
| Hollywood Music in Media Awards | 16 de noviembre de 2022 | Mejor álbum de banda sonora                | Jennifer Lopez y Maluma por Marry Me      | Nominados | [ 28 ] |
| Hollywood Music in Media Awards | 16 de noviembre de 2022 | Concierto en vivo para medios visuales     | Marry Me Live Concert Special             | Nominado  | [ 28 ] |
| Premios People's Choice         | 6 de diciembre de 2022  | Mejor película de comedia de 2022          | Marry Me                                  | Nominada  | [ 29 ] |
| Premios People's Choice         | 6 de diciembre de 2022  | Mejor estrella femenina de 2022            | Jennifer Lopez                            | Nominada  | [ 29 ] |
| Premios People's Choice         | 6 de diciembre de 2022  | Mejor estrella de comedia de 2022          | Jennifer Lopez                            | Nominada  | [ 29 ] |